# 伊塔兰廷
伊塔兰廷（葡萄牙語：Itarantim）是巴西巴伊亚州的一个市镇。总面积1783.747平方公里，总人口16709人，人口密度9.4人/平方公里。